# Barzun
Pour les articles homonymes, voir Barzun.
Barzun est une commune française, située dans le département des Pyrénées-Atlantiques en région Nouvelle-Aquitaine.

## Géographie

### Localisation
La commune de Barzun se trouve dans le département des Pyrénées-Atlantiques, en région Nouvelle-Aquitaine.
Elle se situe à 24 km par la route de Pau, préfecture du département, et à 3 km de Pontacq, bureau centralisateur du canton des Vallées de l'Ousse et du Lagoin dont dépend la commune depuis 2015 pour les élections départementales.
La commune fait en outre partie du bassin de vie de Pontacq.
Les communes les plus proches sont : 
Livron (1,7 km), Pontacq (3,4 km), Hours (3,6 km), Labatmale (3,9 km), Lamarque-Pontacq (4,3 km), Espoey (4,4 km), Luquet (5,6 km), Lucgarier (5,6 km).
Sur le plan historique et culturel, Barzun fait partie de la province du Béarn, qui fut également un État et qui présente une unité historique et culturelle à laquelle s’oppose une diversité frappante de paysages au relief tourmenté.

### Communes limitrophes
Les communes limitrophes sont Bénéjacq, Hours, Livron et Pontacq.
| Hours    | Livron |         |
| Bénéjacq | Barzun |         |
|          |        | Pontacq |

### Hydrographie

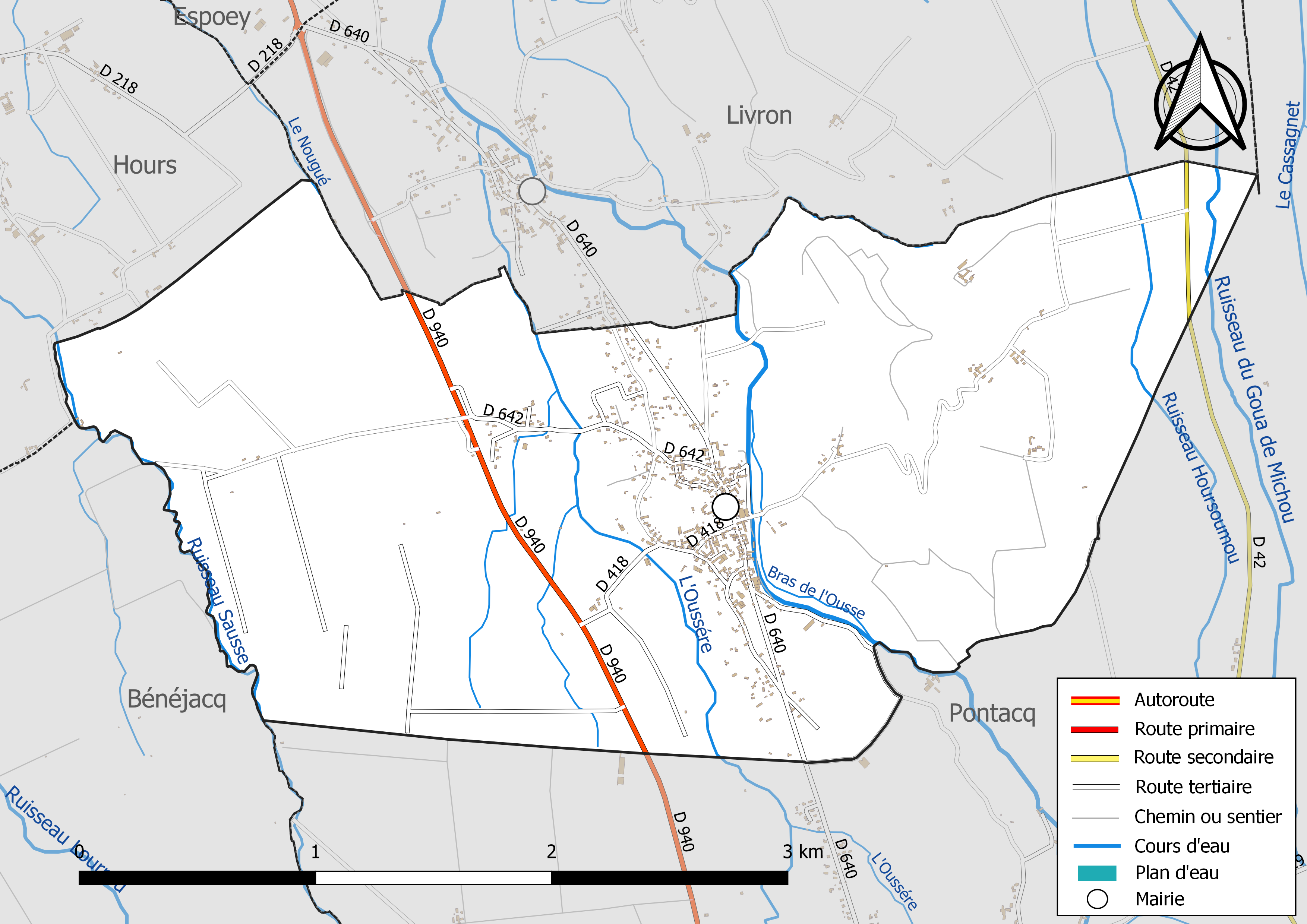
Réseaux hydrographique et routier de Barzun.

La commune est drainée par l’Ousse, le Goua de Michou, l'Oussére, le ruisseau Hoursoumou, le ruisseau Sausse, un bras de l'Ousse, le Nougué, et par divers petits cours d'eau, constituant un réseau hydrographique de 12 km de longueur totale,.
L’Ousse, d'une longueur totale de 42,4 km, prend sa source dans la commune de Bartrès et s'écoule du sud-est vers le nord-ouest. Il traverse la commune et se jette dans le gave de Pau à Gelos, après avoir traversé 19 communes.
Le Goua de Michou, d'une longueur totale de 11,4 km, prend sa source dans la commune de Pontacq et s'écoule du sud vers le nord. Il traverse la commune et se jette dans le Gabas à Luquet, après avoir traversé 4 communes.

### Climat
Pour des articles plus généraux, voir Climat de la Nouvelle-Aquitaine et Climat des Pyrénées-Atlantiques.
Historiquement, la commune est exposée à un climat de montagne.  
En 2020, Météo-France publie une typologie des climats de la France métropolitaine dans laquelle la commune est toujours exposée à un climat de montagne et est dans la région climatique Pyrénées atlantiques, caractérisée par une pluviométrie élevée (>1 200 mm/an) en toutes saisons, des hivers très doux (7,5 °C en plaine) et des vents faibles.
Pour la période 1971-2000, la température annuelle moyenne est de 12,5 °C, avec une amplitude thermique annuelle de 14,3 °C. Le cumul annuel moyen de précipitations est de 1 199 mm, avec 10,7 jours de précipitations en janvier et 8,2 jours en juillet. Pour la période 1991-2020, la température moyenne annuelle observée sur la station météorologique la plus proche, située sur la commune de Bénéjacq à 7 km à vol d'oiseau, est de 13,4 °C et le cumul annuel moyen de précipitations est de 1 244,1 mm,. Pour l'avenir, les paramètres climatiques de la commune estimés pour 2050 selon différents scénarios d’émission de gaz à effet de serre sont consultables sur un site dédié publié par Météo-France en novembre 2022.

### Milieux naturels et biodiversité
Aucun espace naturel présentant un intérêt patrimonial n'est recensé sur la commune dans l'inventaire national du patrimoine naturel,,.

## Urbanisme

### Typologie
Au 1er janvier 2024, Barzun est catégorisée commune rurale à habitat dispersé, selon la nouvelle grille communale de densité à sept niveaux définie par l'Insee en 2022.
Elle appartient à l'unité urbaine de Pontacq, une agglomération inter-régionale regroupant cinq  communes, dont elle est une commune de la banlieue,,. Par ailleurs la commune fait partie de l'aire d'attraction de Pau, dont elle est une commune de la couronne,. Cette aire, qui regroupe 227 communes, est catégorisée dans les aires de 200 000 à moins de 700 000 habitants,.

### Occupation des sols

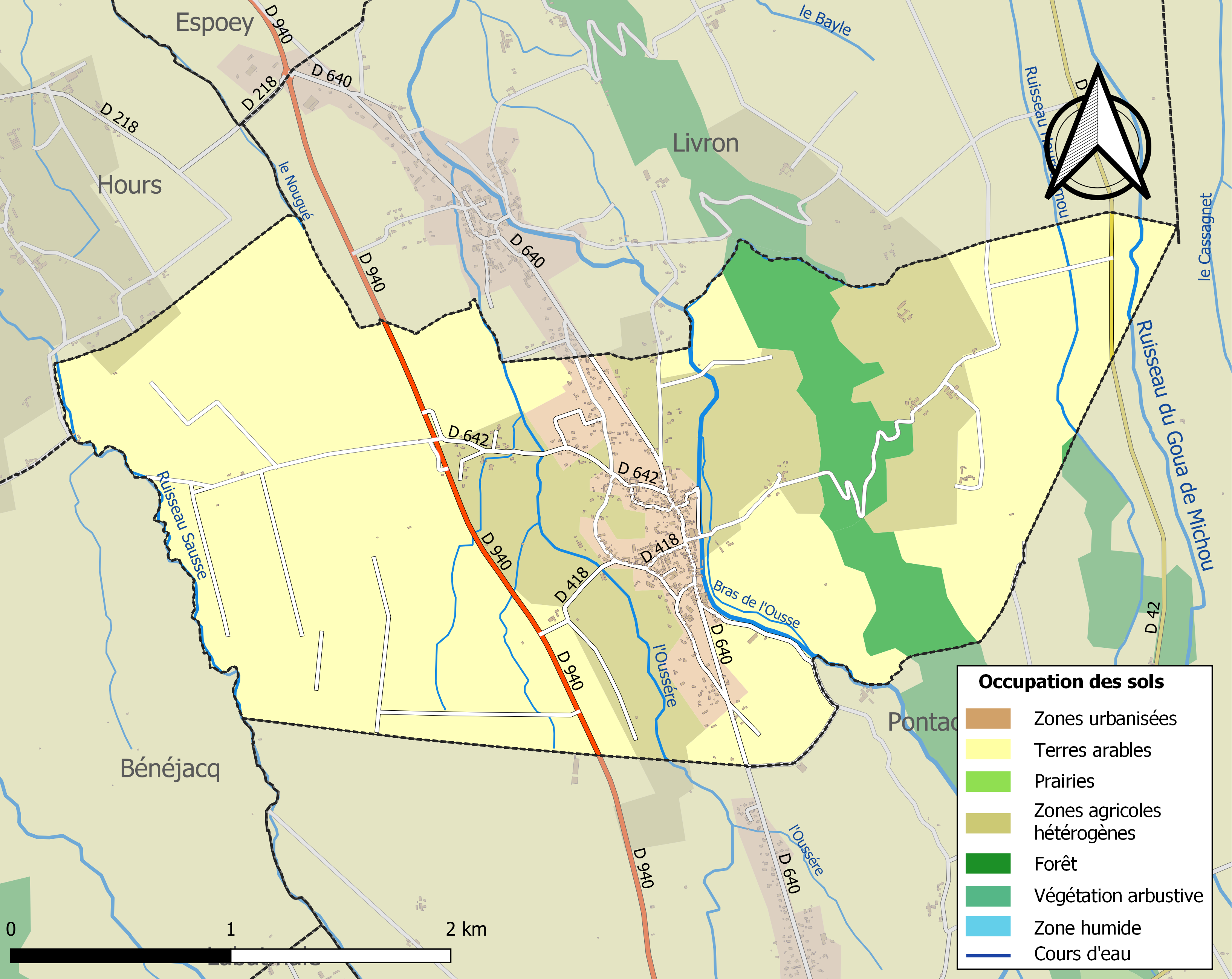
Carte des infrastructures et de l'occupation des sols de la commune en 2018 (CLC).

L'occupation des sols de la commune, telle qu'elle ressort de la base de données européenne d’occupation biophysique des sols Corine Land Cover (CLC), est marquée par l'importance des territoires agricoles (85,7 % en 2018), en diminution par rapport à 1990 (88,6 %). La répartition détaillée en 2018 est la suivante : 
terres arables (63,7 %), zones agricoles hétérogènes (22 %), forêts (7,9 %), zones urbanisées (6,4 %). L'évolution de l’occupation des sols de la commune et de ses infrastructures peut être observée sur les différentes représentations cartographiques du territoire : la carte de Cassini (XVIIIe siècle), la carte d'état-major (1820-1866) et les cartes ou photos aériennes de l'IGN pour la période actuelle (1950 à aujourd'hui).

### Lieux-dits et hameaux
- Arribarrouy[6]
- Balagué[6]
- Batailles (borde de[6])
- Bédat[6]
- Bédat et Sarrailh[6]
- Boyrie (borde de[6])
- Capblan (borde de[6])
- Cazaillet[6]
- Cazala (grange de[6])
- Las Cordes[6]
- La Débèze[6]
- Goua (pont[6])
- Grada (grange de[6])
- Hourcaspy[6]
- Hourmiau[6]
- Hourq Mayou et Espélague[6]
- Labourdette (Houn de)[6]
- Lanas[6]
- Lapalangue (pont[6])
- Larbiouze (grange de[6])
- Larroutis[6]
- Layrisse (grange de[6])
- Lupié Thén[6],[25]
- Moulat[6]
- Nargasse (grange de[6])
- Pardimène (moulin[6])
- Pène[6]
- Pistoulet (grange de[6])
- le Poublan[6]
- Ramounet[6]
- Técous et Labie[6]
- Tisnères (grange des[6])

### Voies de communication et transports
La commune est desservie par les routes départementales D 42, D 418, D 640, D 642 et D 940. Le réseau interurbain des Pyrénées-Atlantiques y possède un arrêt sur la ligne 833, menant de Pau à Pontacq.

### Risques majeurs
Le territoire de la commune de Barzun est vulnérable à différents aléas naturels : météorologiques (tempête, orage, neige, grand froid, canicule ou sécheresse), inondations et séisme (sismicité moyenne). Il est également exposé à un risque technologique, le transport de matières dangereuses. Un site publié par le BRGM permet d'évaluer simplement et rapidement les risques d'un bien localisé soit par son adresse soit par le numéro de sa parcelle.

#### Risques naturels
Certaines parties du territoire communal sont susceptibles d’être affectées par le risque d’inondation par une crue torrentielle ou à montée rapide de cours d'eau, notamment le ruisseau du Goua de Michou et le ruisseau de l'Ousse. La commune a été reconnue en état de catastrophe naturelle au titre des dommages causés par les inondations et coulées de boue survenues en 1982, 2009 et 2014,.

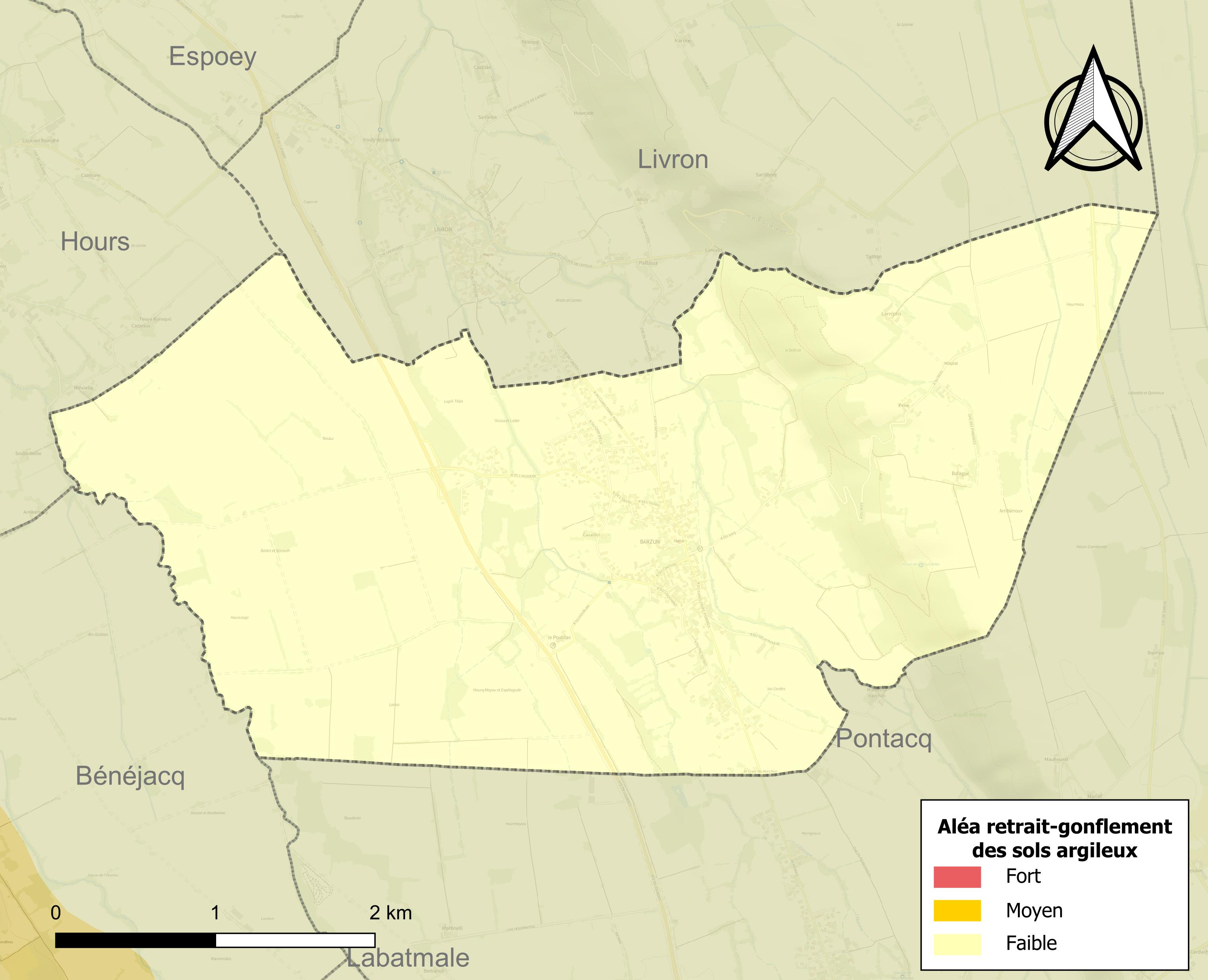
Carte des zones d'aléa retrait-gonflement des sols argileux de Barzun.

Le retrait-gonflement des sols argileux est susceptible d'engendrer des dommages importants aux bâtiments en cas d’alternance de périodes de sécheresse et de pluie. Aucune partie du territoire de la commune n'est en aléa moyen ou fort (59 % au niveau départemental et 48,5 % au niveau national). Depuis le 1er octobre 2020, en application de la loi ELAN, différentes contraintes s'imposent aux vendeurs, maîtres d'ouvrages ou constructeurs de biens situés dans une zone classée en aléa moyen ou fort,.

## Toponymie
Le toponyme Barzun apparaît sous les formes
Barzunum (1286, titres de Béarn),
Barsuu (1385, censier de Béarn),
Barsun (1402, censier de Béarn),
Barssun (1538, réformation de Béarn) et
Barsun (1793).
Son nom béarnais est Barzun ou Barzû.
Pour Michel Grosclaude, Barzun pourrait avoir pour origines l’anthroponyme latin Barisius, augmenté du suffixe -unum.
Lupié Thén est un hameau, cité par le dictionnaire topographique Béarn-Pays basque de 1863, sous la graphie le Lupié.
Le même dictionnaire mentionne le hameau les Mouras, écart de Barzun et de Livron, ainsi que les hameaux le Pardiacq et la Peyrade.

## Histoire
Paul Raymond note qu'en 1385, Barzun comptait treize feux et dépendait du bailliage de Pau.
Au XVIIIe siècle, Barzun était le chef-lieu de la notairie de Rivière-Ousse (ou Rivere-Osse au XIIIe siècle), qui comprenait Artigueloutan, Barzun, Espoey, Gomer, Hours, Lée, Livron, Louboey, Lucgarier, Nousty, Ousse, Sendets et Soumoulou.

## Politique et administration
| Période | Période  | Identité                    | Étiquette | Qualité  |
| ------- | -------- | --------------------------- | --------- | -------- |
| 1800    | 1801     | Pierre Lamarque             |           |          |
| 1802    | 1804     | Dominique Gassan            |           |          |
| 1804    | 1831     | Barthélémy Bachette-Peyrade |           |          |
| 1831    | 1843     | Bernard Minvielle           |           |          |
| 1843    | 1866     | Jean Clouchet               |           |          |
| 1866    | 1870     | Pierre Layrisse             |           |          |
| 1870    | 1871     | Barthélémy Grada            |           |          |
| 1871    | 1872     | Jean Layrisse               |           |          |
| 1872    | 1874     | Charles Clouchet            |           |          |
| 1874    | 1881     | Jean Marchan                |           |          |
| 1881    | 1904     | Jean Garrot                 |           |          |
| 1904    | 1908     | Pierre Pardimène            |           |          |
| 1908    | 1915     | Pierre Lamarque             |           |          |
| 1915    | 1919     | Dominique Théas             |           |          |
| 1919    | 1937     | Victor Pardimène            |           |          |
| 1938    | 1944     | Emile Palengat              |           |          |
| 1944    | 1945     | Ovide Sempé                 |           |          |
| 1945    | 1953     | Emile Palengat              |           |          |
| 1953    | 1971     | Fernand Couret              |           |          |
| 1971    | 1995     | Marc Couret                 |           |          |
| 1995    | 2001     | Alfred Prat-Bernachot       |           |          |
| 2001    | 2020     | Maurice Minvielle           | DVG       | Retraité |
| 2020    | En cours | René Millet                 |           |          |

### Intercommunalité
Barzun fait partie de quatre structures intercommunales :
- la communauté de communes du Nord-Est Béarn ;
- le syndicat d'aménagement hydraulique du bassin de l'Ousse ;
- le syndicat d'énergie des Pyrénées-Atlantiques ;
- le syndicat mixte d'eau et d'assainissement de la vallée de l'Ousse.

## Population et société

### Démographie
Le gentilé est Barzunais.
L'évolution du nombre d'habitants est connue à travers les recensements de la population effectués dans la commune depuis 1793. Pour les communes de moins de 10 000 habitants, une enquête de recensement portant sur toute la population est réalisée tous les cinq ans, les populations de référence des années intermédiaires étant quant à elles estimées par interpolation ou extrapolation. Pour la commune, le premier recensement exhaustif entrant dans le cadre du nouveau dispositif a été réalisé en 2005.

En 2022, la commune comptait 627 habitants, en évolution de +5,38 % par rapport à 2016 (Pyrénées-Atlantiques : +3,78 %, France hors Mayotte : +2,11 %).
| 1793 | 1800 | 1806 | 1821 | 1831 | 1836 | 1841 | 1846 | 1851 |
| ---- | ---- | ---- | ---- | ---- | ---- | ---- | ---- | ---- |
| 505  | 525  | 555  | 607  | 639  | 680  | 717  | 697  | 702  |

| 1856 | 1861 | 1866 | 1872 | 1876 | 1881 | 1886 | 1891 | 1896 |
| ---- | ---- | ---- | ---- | ---- | ---- | ---- | ---- | ---- |
| 691  | 660  | 657  | 648  | 630  | 612  | 570  | 547  | 521  |

| 1901 | 1906 | 1911 | 1921 | 1926 | 1931 | 1936 | 1946 | 1954 |
| ---- | ---- | ---- | ---- | ---- | ---- | ---- | ---- | ---- |
| 519  | 516  | 502  | 425  | 411  | 409  | 394  | 347  | 399  |

| 1962 | 1968 | 1975 | 1982 | 1990 | 1999 | 2005 | 2006 | 2010 |
| ---- | ---- | ---- | ---- | ---- | ---- | ---- | ---- | ---- |
| 409  | 365  | 363  | 401  | 455  | 464  | 569  | 586  | 595  |

| 2015 | 2020 | 2022 | - | - | - | - | - | - |
| ---- | ---- | ---- | - | - | - | - | - | - |
| 597  | 618  | 627  | - | - | - | - | - | - |

## Économie
La commune fait partiellement partie de la zone d'appellation de l'ossau-iraty.

## Culture locale et patrimoine

### Patrimoine historique
Un dolmen a été découvert, en 1969, dans un champ agricole de Barzun. Aussitôt, l'objet a été étudié par le bureau d'architecture antique du Sud-Ouest, sous la direction de Georges Coustère, étude qui était suivi de celle de Jacques Coupry, directeur de la Circonscription des antiquités historiques d'Aquitaine. Bien évalué par le préhistorien Georges Laplace, celui-ci a été transféré à Arudy en 1972, puis à Coarraze. En effet, en raison des travaux agricoles importants, organisés à partir de 1971, ce dolmen risquait de subir sa destruction définitive. À la suite de ces déplacements, celui-ci est surnommé dolmen voyageur. En 2010, son retour à Barzun a été conclu, et ce dolmen est, à perpétuité, placé autour de l'église en 2012. En fait, la commune de Barzun souhaitait depuis longtemps sa récupération.
L'origine de ce dolmen remonterait à l'âge du bronze, soit 3 500 ans, voire 4 000 ans. Quoi qu'il en soit, d'après Georges Laplace, il s'agit de « la plus ancienne expression architecturale de la population agropastorale de notre région. » Sépulture mégalithique, mais l'intérieur du dolmen avait été violé à une date ancienne. D'où, il est difficile à déterminer la date précise de ce dolmen, (voir aussi section Bibliographie).

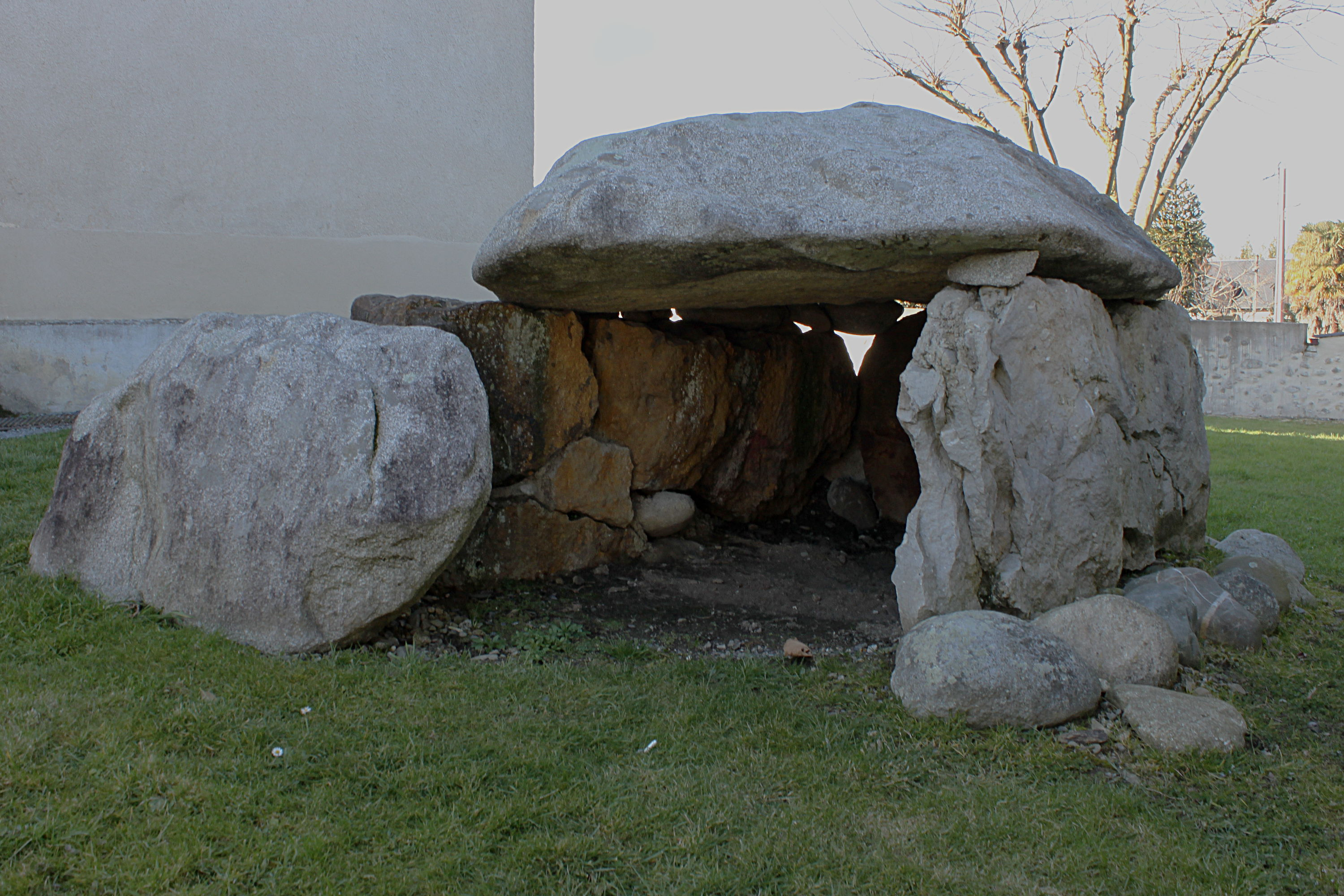
Dolmen de Barzun, déplacé et installé près de l'église.

### Patrimoine religieux
L'église Saint-Vincent-Diacre fut édifiée entre 1854 et 1857. Elle est inscrite à l'Inventaire général du patrimoine culturel.

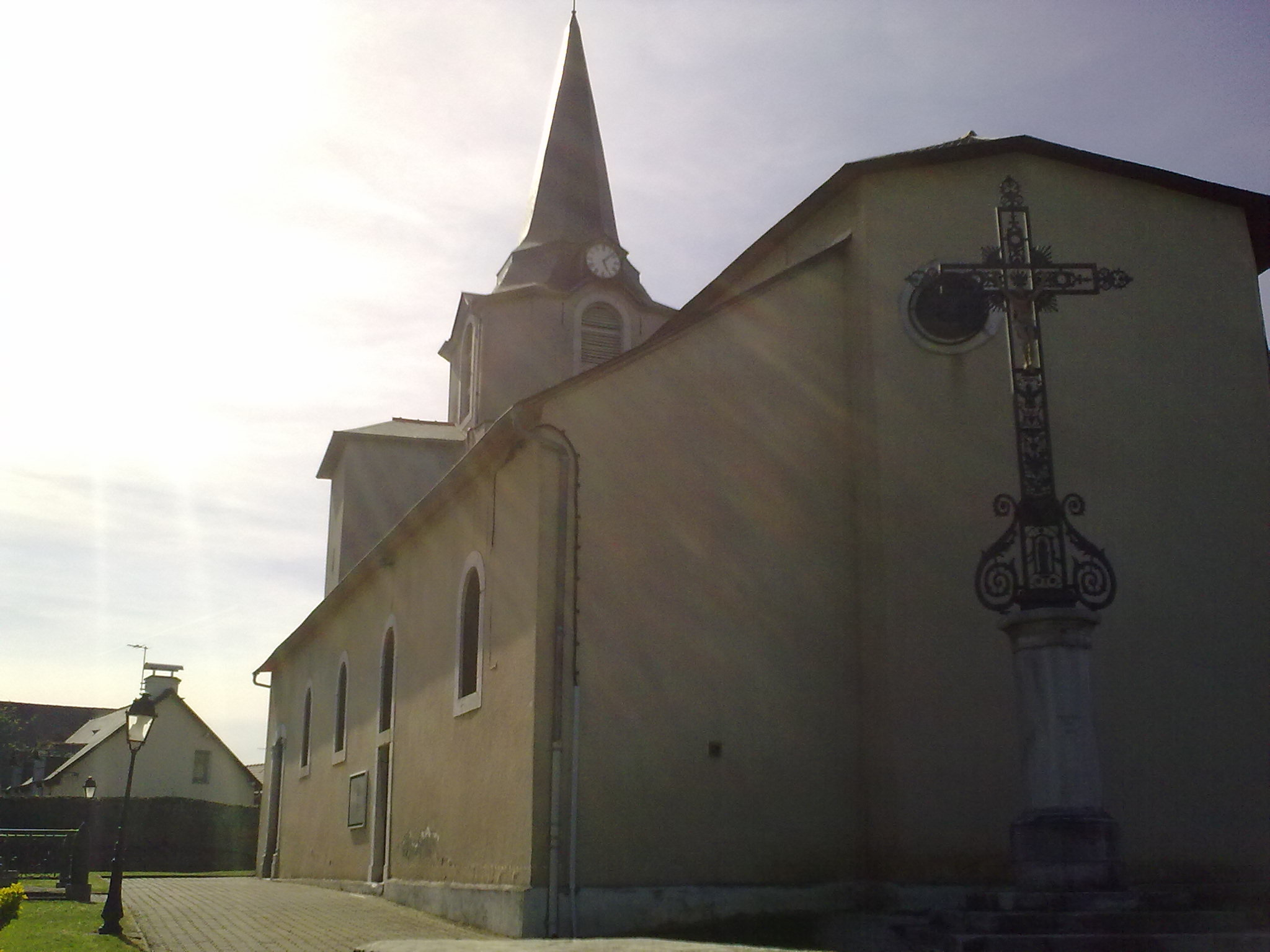
Église Saint-Vincent-Diacre de Barzun.

## Équipements
Enseignement
Barzun dispose d'une école primaire.

## Personnalités liées à la commune

### Nées auXIXesiècle
- Louis Pardimène, né le 15 juillet 1880 à Barzun, fils de Pierre et de Marie Ribes, soldat du 83e régiment d’infanterie a été fusillé pour l'exemple le 7 janvier 1915 à Châlons-sur-Marne (désormais Chalons-en-Champagne).
- Pierre-Marie Théas, né en 1894 à Barzun et mort en 1977, est un religieux catholique français, évêque de Montauban puis de Tarbes et Lourdes.

### Nées auXXesiècle
- Gaëtan Paletou, pilote automobile ayant participé aux 24 Heures du Mans en 2015.

## Pour approfondir